# Iulia (Tochter des Titus)

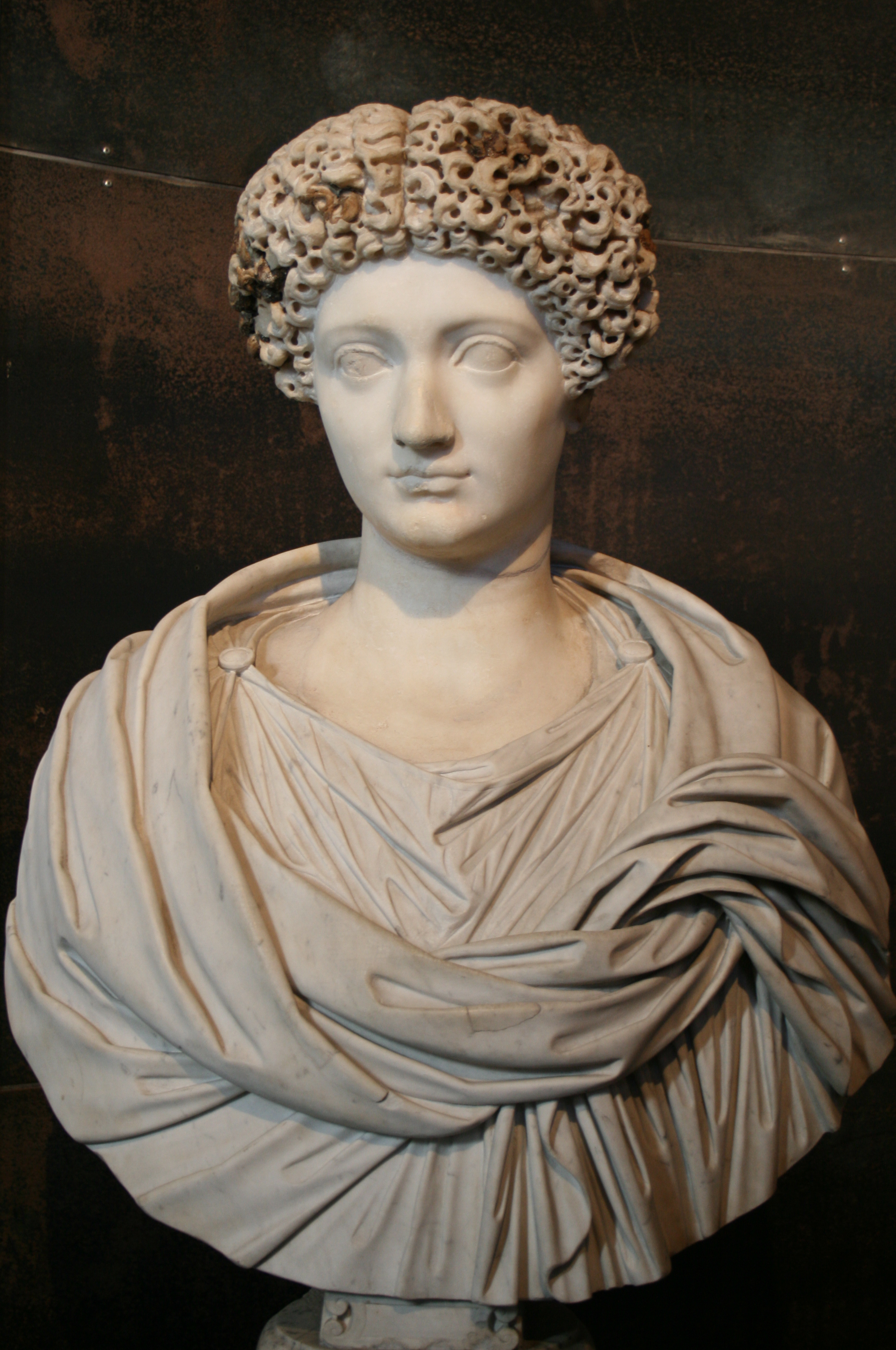
Porträtbüste Iulias im Museo Nazionale Romano

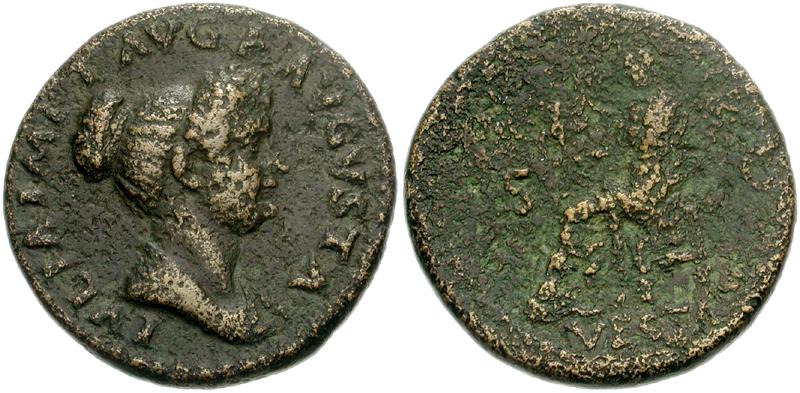
Münzporträt Iulias

(Flavia) Iulia (auch Iulia Titi, * zwischen 64 und 66 in Rom; † um 88) war eine römische Matrona aus dem Geschlecht der Flavier.

## Leben
Iulia war eine von mehreren Töchtern, aber wohl das einzige Kind des römischen Kaisers Titus, das das heiratsfähige Alter erreichte. Ihre Mutter war möglicherweise Titus’ zweite Frau Marcia Furnilla, von der er sich kurz nach der Geburt eines Kindes scheiden ließ – Sueton nennt im Rahmen seiner Überlieferung keinen Namen. Die Scheidung stand wohl im Zusammenhang damit, dass ihr Onkel Quintus Marcius Barea Soranus bei Kaiser Nero in Ungnade gefallen war. Mehrere Historiker erwägen, dass Titus’ nur wenige Monate nach der Hochzeit verstorbene erste Frau Arrecina Tertulla Iulias Mutter war, denn das Cognomen Iulia bedarf einer Erklärung. Die bei Sueton erwähnte Tochter wäre dann als ein weiteres, kurz nach der Geburt verstorbenes Kind anzusehen.
Im Jahr 69 wurde Iulias Großvater Vespasian Kaiser. Ihr Vater führte den Krieg in Judäa weiter. Jerusalem wurde angeblich an Iulias Geburtstag eingenommen. Während des Prinzipats ihres Vaters wurde Iulia zur Augusta erhoben.
Iulia war seit 81 mit ihrem Cousin Titus Flavius Sabinus verheiratet, der 82 gemeinsam mit ihrem Onkel, dem neuen Kaiser Domitian, Konsul wurde, jedoch noch im selben Jahr hingerichtet wurde. Eigentlich hatte Titus sie seinem Bruder als Braut angeboten, der sie jedoch zurückwies, eventuell weil er sich statt als Schwiegersohn und möglicher Nachfolger seines Bruders lieber als dessen gleichberechtigter Partner gesehen hätte. Laut Sueton vergewaltigte er sie kurz nach ihrer Eheschließung noch zu Lebzeiten ihres Vaters. Nachdem Iulia Witwe geworden war, lebte sie laut Cassius Dio mit Domitian zusammen wie eine „Ehefrau mit ihrem Mann“. Obwohl Domitian seine wegen Ehebruchs verbannte Frau Domitia Longina auf Begehren des Volkes aus dem Exil zurückholte, blieb Iulia an seiner Seite und hatte wohl auch einigen Einfluss, so wurde Lucius Iulius Ursus auf ihre Bitte hin nicht hingerichtet, sondern zum Suffektkonsul 84 ernannt. Auch unter Domitians Regierung wurde sie auf Münzen als Augusta und mit Attributen einer Kaiserin abgebildet.
Iulia starb Ende der achtziger Jahre, laut Sueton an einer von Domitian erzwungenen Abtreibung. Sie wurde im Templum Gentis Flaviae beigesetzt, den Domitian an der Stelle des Hauses von Titus Flavius Sabinus erbaut hatte, und zur Diva erhoben. Als Göttin sollte sie über die Dynastie, der sie kein leibliches Kind schenken konnte, wachen.
Nachdem Domitian 96 ermordet worden war, mischte die gemeinsame Amme seine Asche mit der Iulias.